# Championnat d'Irlande de football 2024
Navigation
Édition précédente Édition suivante
La saison 2024 du Championnat d'Irlande de football est la 104e saison du championnat national. Ce championnat se compose de deux divisions, la Premier Division, le plus haut niveau et la First Division, l’équivalent d’une deuxième division. Le Shamrock Rovers Football Club est le tenant du titre après sa victoire de 2023. Le club vient de réaliser la passe de quatre victoires consécutives en championnat.
Le Shelbourne Football Club remporte le championnat avec deux points d'avance sur les Shamrock Rovers tenants du titre. C'est le St. Patrick's Athletic FC qui complète le podium. Le Derry City FC termine à la quatrième place et se retrouve sans qualification européenne puisque que le club s'est incliné en finale de la coupe d'Irlande devant Drogheda United.
Le Dundalk Football Club termine à la dernière place du classement et est relégué en First Division. C'est le Cork City FC qui le remplace dans l'élite pour la saison 2025 après avoir dominé totalement la deuxième division en s'imposant avec vingt-deux points d'avance sur son dauphin.

## Les changements depuis la saison précédente

### Promotions et relégations
Au terme de la saison 2023, deux équipes ont été reléguées en First Division, UCD qui a terminé à la dernière place du championnat et le Cork City Football Club qui a été battu lors de barrages. À l'opposé deux équipes sont donc promue dans l'élite, Galway Football Club vainqueur de la deuxième division. Cork revient dans l'élite après six saisons en deuxième division. Waterford Football Club a remporté les barrages contre le Cork City Football Club pour gagner sa montée en Premier Division.

## Organisation
Le championnat s'organise sur deux divisions avec un système de promotion et relégation entre les deux niveaux. Mais c'est en même temps un championnat fermé puisque sauf grande difficulté économique les équipes participantes sont assurées de se maintenir au sein de ces deux divisions professionnelles. L'accession au championnat d'Irlande se fait sur décision de la fédération irlandaise. Le plus haut niveau, rassemblant les dix meilleures équipes, est la Premier Division. Le deuxième niveau, composé elle aussi de dix équipes, se nomme First Division.

### LaPremier division
La Premier Division se dispute selon le système d'une poule où toutes les équipes rencontrent quatre fois leurs adversaires. Chaque équipe dispute donc 36 matchs de championnat dans la saison. Le dernier de la division est automatiquement relégué en First Division. L'équipe classée à la neuvième place joue un match aller-retour de barrages contre le vainqueur du barrage d'accession de First Division. Le vainqueur de cette double confrontation se qualifiera pour la saison suivante de la Premier Division.

### LaFirst Division
La First Division se dispute selon le système d'une poule où toutes les équipes rencontrent trois fois leurs adversaires. Lors de la première partie de la saison, les équipes disputent deux rencontres une fois à domicile, une fois à l'extérieur. La troisième rencontre est tirée au sort et se jouera donc aléatoirement soit à domicile, soit à l'extérieur. Chaque équipe dispute donc 27 matchs de championnat dans la saison.
La première équipe au classement au terme de la saison accède directement à la Premier Division. Les équipes classées à la deuxième, troisième, quatrième et cinquième place participent aux barrages de promotion. Le premier tour de play-off se compose de deux matchs, le deuxième contre le cinquième et le troisième contre le quatrième en match aller-retour, le match retour se disputant sur le terrain du mieux classé. Les deux vainqueurs se rencontrent ensuite en matchs aller-retour, le match retour se disputant sur le terrain du mieux classé. Le vainqueur de ce dernier barrage dispute un match aller-retour contre l'équipe classée neuvième de Premier Division, le vainqueur disputant la première division irlandaise pour la saison suivante.

### Projets
La FAI continue sa reflexion sur l'organisation du championnat. Après avoir intégré le Kerry Football Club en 2023, elle travaille à la création de deux nouvelles équipes. En 2026, il est projeté l'intégration d'une équipe du Mayo. L'autre chantier est la création d'une équipe pour le comté de Meath autour d'un projet venant d'un investisseur d'Athboy et utilisant les infrastructures sportives de Navan.

### Dotation financière
La dotation financière de la Ligue pour les clubs augmente de 110 000 euros cette saison, soit une augmentation de 17%, pour atteindre 765 000€.

## Les 20 clubs participants
| \| Dublin: · Premier Div.: · Bohemian · Shamrock Rovers · St Pat's · Shelbourne FC · First Div.: · UCD Dublin Dundalk FC Sligo Rovers Derry City FC Drogheda United Galway FC Waterford FC Cork City FC Finn Harps Longford Town Bray Wanderers Athlone Town Cobh Ramblers FC Wexford FC Treaty United Kerry FC \| Localisation des clubs engagés dans le championnat. |
| Dublin: · Premier Div.: · Bohemian · Shamrock Rovers · St Pat's · Shelbourne FC · First Div.: · UCD Dublin Dundalk FC Sligo Rovers Derry City FC Drogheda United Galway FC Waterford FC Cork City FC Finn Harps Longford Town Bray Wanderers Athlone Town Cobh Ramblers FC Wexford FC Treaty United Kerry FC                                                           |

| \| Bohemian Shamrock Rovers St. Patrick's Shelbourne UCD \| Localisation des clubs dublinois. |
| Bohemian Shamrock Rovers St. Patrick's Shelbourne UCD                                         |

### Liste des clubs dePremier Division
| Équipe                               | Ville                 | Manager                              | Stade              | Capacité | Fondation |
| ------------------------------------ | --------------------- | ------------------------------------ | ------------------ | -------- | --------- |
| Bohemian Football Club               | Dublin (Phibsborough) | Declan Devine Alan Reynolds          | Dalymount Park     | 7 955    | 1890      |
| Derry City Football Club             | Derry                 | Ruaidhrí Higgins                     | Brandywell Stadium | 8 200    | 1928      |
| Drogheda United Football Club        | Drogheda              | Kevin Doherty                        | United Park        | 2 000    | 1975      |
| Dundalk Football Club                | Dundalk               | Stephen O'Donnell Noel King Jon Daly | Oriel Park         | 6 000    | 1903      |
| Galway Football Club                 | Galway                | John Caulfield                       | Eamonn Deacy Park  | 5 000    | 2013      |
| Shamrock Rovers Football Club        | Dublin (Tallaght)     | Stephen Bradley                      | Tallaght Stadium   | 5 700    | 1901      |
| Shelbourne Football Club             | Dublin (Drumcondra)   | Damien Duff                          | Tolka Park         | 9 680    | 1895      |
| Sligo Rovers Football Club           | Sligo                 | John Russell                         | The Showgrounds    | 5 500    | 1928      |
| St. Patrick's Athletic Football Club | Dublin (Inchicore)    | Jon Daly Stephen Kenny               | Richmond Park      | 5 340    | 1929      |
| Waterford Football Club              | Waterford             | Danny Searle                         | RSC                | 3 100    | 1930      |

### Liste des clubs deFirst Division
| Équipe                                              | Ville             | Manager                        | Stade                | Capacité | Fondation |
| --------------------------------------------------- | ----------------- | ------------------------------ | -------------------- | -------- | --------- |
| Athlone Town Football Club                          | Athlone           | Dario Castelo                  | Athlone Town Stadium | 5 000    | 1887      |
| Bray Wanderers Association Football Club            | Bray              | Ian Ryan Lorcan Fitzgerald     | Carlisle Grounds     | 3 250    | 1942      |
| Cobh Ramblers Football Club                         | Cobh              | Gary Hunt                      | St. Colman's Park    | 5 000    | 1922      |
| Cork City Football Club                             | Cork              | Richie Holland                 | Turners Cross        | 7 485    | 1984      |
| Finn Harps Football Club                            | Ballybofey        | Darren Murphy                  | Finn Park            | 4 458    | 1954      |
| Kerry Football Club                                 | Tralee            | Conor McCarthy                 | Mounthawk Park       | 2 000    | 2022      |
| Longford Town Football Club                         | Longford          | Stephen Henderson Wayne Groves | Flancare Park        | 6 850    | 1924      |
| Treaty United Football Club                         | Limerick          | Tommy Barrett                  | Markets Field        | 5 000    | 2021      |
| University College Dublin Association Football Club | Dublin (Belfield) | William O'Connor               | UCD Bowl             | 3 000    | 1895      |
| Wexford Football Club                               | Crossabeg         | Ian Ryan                       | Ferrycarrig Park     | 2 500    | 2007      |

### Changements d'entraîneurs
Le Kerry Football Club met à la tête de son équipe le plus jeune entraîneur de l'histoire du championnat. Conor McCarthy, né à Killarney a vingt-cinq ans. Il devance ainsi Stephen Kenny qui avait pris en main en 1998 Longford Town alors qu'il était âgé de vingt-six ans.
Après quatre petites journées et un bilan d'une victoire, un match nul et deux défaites, dont la dernière 0-2 à domicile contre Shelbourne, le Bohemian Football Club annonce se séparer de son entraîneur Declan Devine. Pat Fenlon directeur sportif, assure l'intérim jusqu'à la nomination d'un remplaçant.
Le 8 avril 2024 après une neuvième journée sans victoire et une dernière place au classement, l'entraîneur Stephen O'Donnell et son adjoint sont licenciés. c'est le vétéran Noel King qui est nommé au poste le 21 avril suivant. Son passage n'est que d'une très brève durée. Dès le 15 mai il démissionne pour des raisons médicales. Deux jours avant c'est Brian Gartland qui est démis de ses fonctions de directeur des opérations. Ce départ met fin à onze années de présence de Gartland au club, d'abord comme joueur puis dans le staff. Après plusieurs jours de reflexion, les dirigeants se tournent vers Jon Daly qui vient d'être débarqué du St. Patrick's Athletic Football Club.
En First Division le premier entraîneur à perdre sa place est celui de Longford Town Stephen Henderson. Il ne résiste pas à une nouvelle défaite à domicile, 0-3 contre Bray Wanderers. Le club est dernier du championnat mais compte aussi deux matchs de retard à jouer.
Le 7 mai 2024 c'est au tour du St. Patrick's Athletic Football Club de se séparer de son entraîneur. Jon Daly est licencié pour manque de résultat. Le club d'Inchicore se tourne alors vers Stephen Kenny qui vient de quitter le poste de sélectionneur de l'équipe nationale. Il donne son accord le 16 mai 2024 et signe un contrat de cinq ans et demi.
Le 22 mai 2024 le manager de Bray Wanderers Ian Ryan démissionne.

## Premier Division

### La pré-saison

#### Les transferts
L'inter-saison en décembre 2023 et janvier 2024 est la période principale des transferts dans le championnat d'Irlande. Comme chaque année, une partie des meilleurs éléments quitte la compétition pour aller chercher de meilleurs émoluments, des contrats plus longs et de nouveaux challenges sportifs.
Jonathan Afolabi meilleur buteur du championnat 2023 quitte les Bohemians et rejoint non pas l'Angleterre mais la Belgique en signant au KV Courtrai dernier du championnat de première division. Le transfert s'élève à plus de 200 000 euros et des bonus. Le Waterford FC perd lui son plus grand atout en attaque avec le départ de Ronan Coughlan qui a marqué 37 buts en 35 matchs en 2023. C'est Fleetwood Town, alors dernier de troisième division qui le recrute.
Évènement à Dundalk avec le départ du meilleur buteur de l'histoire du club Patrick Hoban. A trente deux ans, il tente un nouveau pari en signant avec le Derry City Football Club
Les trois clubs favoris sont le tenant du titre les Shamrock Rovers qui va tenter la passe de cinq titres consécutifs,ce qui n'a jamais été réalisé dans le championnat d'Irlande, le Derry City Football Club son dauphin et le St. Patrick's Athletic FC vainqueur de la Coupe 2023.
St Pat's a recruté Ruairi Keating, un des meilleurs buteurs du dernier championnat, mais a perdu Tommy Lonergan parti quelques jours avant le début du championnat vers l'Angleterre. Derry a quelque peu chamboulé son effectif mais a marqué les esprits en recrutant Patrick Hoban plusieurs fois meilleur buteur du championnat.

#### Les enjeux de la saison
La nouvelle saison est l'enjeu de plusieurs débats. Le premier est de savoir qui pourra empêcher les Shamrock Rovers de remporter un cinquième titre consécutif, exploit qui n'a jamais été fait dans l'histoire du championnat. Deux équipes sont favorites pour se faire, Derry City FC et St. Patrick's Athletic FC qui par leur expérience et leur recrutement semblent les mieux armées. L'autre lutte sera celle du maintien. Quatre équipes semblent être directement concernées. Les deux promus Galway FC et Waterford FC. Leurs effectifs et surtout le savoir faire leur encadrement technique est un élément important en vue du maintien. deux équipes semblent, de l'avis des journalistes irlandais, semblent plus destinées aux deux dernières places : le Drogheda United et les Sligo Rovers. Drogheda a lutté toutes ces dernières années pour éviter la relégation, leur recrutement important en nombre ne semble pas à première vue renforcer véritablement l'équipe. L'acclimatation du Haïtien Franz Pierrot, deuxième meilleur buteur de First Division en 2023, portera les espoirs du club. Quant à Sligo, l'équipe semble en perte de vitesse depuis 2022. une des clés de sa survie en Premier Division semble être le retour surprise du Néo-zélandais Max Mata juste avant le commencement de la saison.

### Les moments forts de la saison
Le championnat débute le vendredi 17 février 2024.
La troisième journée est tronquée avec plusieurs matchs reportés à cause de chutes de neige. C'est la façade est de l'île qui est touchée. Lors de la quatrième journée, le leader de la compétition change encore une fois.Cette fois-ci c'est Shelbourne qui occupe la première place. En bas de tableau, Dundalk ferme la marche et les Shamrock Rovers continuent leur début de saison poussif.
La septième journée du championnat est marquée par le premier derby dublinois de la saison, les Shamrock Rovers accueillant leurs meilleurs ennemis les Bohemians. Cette rencontre remportée 3-1 par les Rovers se joue devant une affluence record de 10 094 spectateurs ce qui est un record dans le championnat pour le XXIe siècle. De son côté Shelbourne continue sa domination avec sa sixième victoire consécutive. Le club entraîné par Damien Duff compte sept points d'avance sur son dauphin Sligo Rovers.
La dixième journée du championnat est parquée par la première défaite du leader Shelbourne, qui plus est à domicile contre son voisin le Bohemian FC. Les Shels restent premiers avec cinq points d'avance sur Derry City tenu en échec à Drogheda. Les Shamrock Rovers se hissent à la troisième place tout en ayant un match en retard en battant sèchement 3-0 les Sligo Rovers. A l'opposé, Dundalk, tenu en échec à domicile n'a toujours pas remporté le moindre match.
Shelbourne subit une deuxième défaite consécutive cette fois-ci à l'extérieur chez le promu Galway. Ses adversaires se rapprochent fortement de sa place de leader. Et notamment les Shamrock Rovers qui montent sur le podium après une victoire de prestige sur le terrain de Derry City FC et qui compte un match en retard. Une victoire lors de match reporté les placent virtuellement à la première place. A l'opposé, Dundalk continue sa série noire avec un onzième match sans victoire. L'équipe qui a dominé le championnat entre 2014 et 2019 avec 5 titres de champions est maintenant menacé de relégation. Les Louthmen placent leurs espoirs dans la nomination de Noel King au poste d'entraîneur.
Le 22 avril deux matchs avancés sont disputés. Ils mettent aux prises les quatre clubs européens pour alléger leur calendrier de juillet au moment des matchs de Coupes d'Europe. Derry domine St Pat's et Shelbourne concède un match nul à domicile contre les Shamrock Rovers, un troisième match consécutif sans victoire.
Lors de la journée suivante, Shelbourne stoppe la série négative et reprend sa marche en avant par une victoire sur les voisins de St Pat's. Les Shamrock Rovers sont freinés par Galway, qui pour la première fois en quinze ans ne s'incline pas au Tallaght Stadium. Mais le point important de cette douzième journée est la première victoire de la saison du Dundalk Football Club. Deux jours plus tard est joué le match en retard entre les Shamrock Rovers et Drogheda. Les premiers s'imposent facilement 4-0 et grimpent à la deuxième place.
La 16e journée voit Shelbourne et Derry creuser l'écart sur leurs poursuivants au premier rang desquels les Shamrock Rovers. Les Hoops comptent maintenant cinq points de retard sur le duo de tête. Leur défaite chez le dernier Dundalk dans les arrêts de jeu pourrait être un tournant dans la lutte pour le titre. Avec deux buts marqués à Drogheda dans les arrêts de jeu Galway continue sont très beau parcours de promu en se rapprochant du podium.
A l'occasion de la 17e journée le leader Shelbourne se déplace pour affronter le troisième, les Shamrock Rovers. Shelbourne s'impose 2-0 pour la première fois à Tallaght depuis 2005. Cette victoire leur donne six points d'avance sur son dauphin et neuf sur son adversaire du jour. Cette victoire ressemble à une passation de pouvoir. De leur côté les deux promus continuent leur belle saison. Galway s'impose 2-0 contre Dundalk et Waterford, grâce à un triplé de Padraig Almond, 4-2 contre Drogheda. Les deux équipes occupent les quatrième et cinquième places.
La dix-huitième journée marque le milieu du championnat. Cette journée désigne le Shelbourne FC comme équipe dominatrice de la compétition. Malgré une défaite contre les Sligo Rovers privés de Max Mata jusqu'à la fin de la saison puisque le prêt dont le club bénéficiait a pris fin, Shelbourne compte sept points d'avance sur Derry son dauphin. Le club de Drumcondra est en tête du championnat depuis la quatrième journée. Cette première moitié de la compétition est aussi marquée par le très bon parcours des deux promus. Waterford FC et Galway FC occupent les quatrième et cinquième places et semblent bien parties pour valider rapidement leur maintien. En bas du classement, la surprise vient du Dundalk FC qui reste bloqué à la dernière place alors qu'aucun des observateurs du football irlandaise ne les voyaient devoir lutter pour éviter la relégation.
La dix-neuvième journée est une journée tronquée avec deux matchs reportés pour cause de sélection de différents joueurs en équipe nationale. Néanmoins, la victoire de Dundalk à St Pat's lui permet de quitter la dernière place du classement maintenant occupée par Drogheda.
Le vendredi 13 juin se déroule la vingt et unième journée, la dernière avant les deux semaines de césure estivale. Shelbourne, fort d'une victoire à l'extérieur, conserve deux points d'avance sur Derry. Ensuite l'écart est maintenant creusé avec le troisième : dix points séparent le deuxième de son premier poursuivant, Les Shamrock Rovers qui semblent ne plus pouvoir lutter pour le titre. En bas de tableau, le chassé croisé continue, Dundalk victorieux des Sligo Rovers quitte la dernière place maintenant occupée par Drogheda lourdement battu à Galway.
Lors de la 25e journée, les Sligo Rovers se hissent à la quatrième place du championnat grâce à une victoire 2-0 sur Galway.
Le 5 août, les deux premiers du championnat s'affrontent. Shelbourne, grâce à un match nul contre Derry, maintient son adversaire à trois points, tout en ayant un match en moins. Les Dublinois confortent ainsi leur première place. Lors de la même journée, les Shamrock Rovers s'imposent sur le terrain de Waterford et reviennent sur le podium. St Pat's remporte leur première victoire depuis la reprise en main de l'équipe par Stephen Kenny.
Pour la première fois depuis le mois de mars 2024, Shelbourne quitte la première place du championnat. Le 23 août, les Dublinois, alors qu'ils jouent à domicile, ne peuvent faire mieux qu'un match nul à l'occasion du derby du nord de Dublin contre les Bohemians. Dans le même temps, Derry gagne à l'extérieur chez le troisième Waterford grâce à un but casquette contre son camp du gardien. Derry s'empare de la première place grâce à une meilleure différence de buts. Mais Shelbourne compte un match en retard à jouer.
Le 6 septembre 2024, le club de Dundalk FC annonce avoir été dans l'incapacité de payer les salaires de ses joueurs et du staff technique. L'avenir immédiat du club, y compris sa capacité à terminer la saison en cours, est même questionné,. Dundalk a des dettes à hauteur de plus d'un million d'euros et son propriétaire, Brian Ainscough, cherche à revendre le club qu'il a repris en décembre de l'année dernière. La situation est suffisamment grave pour que les fans du club commencent à se mobiliser pour récolter des fonds et sauver le club. Une première étape positive est franchie le 12 septembre avec le paiement de tous les salaires en retard. Face aux rumeurs annonçant la disparition pure et simple du club, ses dirigeants annoncent que la journée du 16 septembre sera « critique » pour l'avenir du club puisque des discussions sont engagées avec des investisseurs irlandais et internationaux.
Le 6 octobre, un des matchs au sommet de la saison oppose les Shamrock Rovers à Shelbourne leader du championnat. Les Hoops s'imposent 2-0 et grimpent à la deuxième place. Shelbourne est maintenant sous la menace directe de Derry qui pour avoir joué la demi-finale de la coupe d'Irlande n'a pas joué lors de cette journée et se trouve à 4 points du leader et deux matchs en retard. La course pour le titre est intense avec une finale pour la victoire qui se profile lors de la dernière journée puisque Derry reçoit Shelbourne au Brandywell stadium. Le week-end suivant, Derry rate une belle occasion de se rapprocher significativement de la première place en concédant un match nul à domicile contre les Bohemians. Dans l'autre match match en retard, Drogheda United gagne un point décisif dans sa lutte pour éviter la relégation directe, laissant le Dundalk FC à huit points pour trois matchs à jouer.
Le lundi 14 octobre sont disputés les deux derniers matchs en retard. Derry concède un nouveau match nul à domicile, cette fois-ci contre Sligo, et perd une nouvelle fois l'occasion de passer en tête du championnat. À deux journées de la fin du championnat, cinq équipes se tiennent en quatre points et sont donc toutes en position de remporter le championnat.
Les trois dernières journées s'annoncent comme particulièrement intenses dans la lutte pour le titre de champion. Cinq clubs se tiennent en quatre points et peuvent prétendre au titre, soit la moitié des équipes de première division. Ce resserrement en tête du championnat s'explique par une certain méforme des deux équipes qui mènent la compétition depuis son lancement. Shelbourne, le leader, et Derry son dauphin n'ont remporté que deux matchs lors des onze dernières journées. A l'opposé, St. Patrick's Athletic FC est sur série de six victoires consécutives. L'antépénultième journée est marquée par la victoire des quatre premiers du classement. La principale victime est Galway qui mathématiquement ne peut plus être champion. Shelbourne met fin à une série de six matchs sans victoire et St Pat's remporte sa septième victoire consécutive. L'évènement de cette 34e journée est l'officialisation de la relégation du Dundalk FC en First Division pour la première fois depuis 2008.
Le 25 octobre, Derry City FC perd définitivement le championnat. Battu à Dublin par le St. Patrick's Athletic FC il ne peut plus rattraper Shelbourne qui dans le même temps a gagné contre Drogheda United. Shelbourne sera champion si les Shamrock Rovers ne battent pas Dundalk le dimanche 27 lors d'un match décalé à cause de la participation des Rovers à la phase de poule de la Ligue Conférence en milieu de semaine. St Pat's remporte une neuvième victoire consécutive sous la direction de Stephen Kenny, opérant une remontée spectaculaire puis la menace d'une relégation vers une place quasiment acquise en Coupe d'Europe. Les Shamrock Rovers, en gagnant à Oriel Park contre Dundalk, s'offrent une chanse de jouer le titre lors de la dernière journée.
La dernière journée va décider du champion. Seules deux équipes peuvent encore remporter le championnat, Shelbourne le leader et les Shamrock Rovers. Shelbourne se déplace au Brandywell Stadium pour y affronter le Derry City FC. Les Rovers de leur côté reçoivent le Waterford FC. Si Shelbourne a simplement besoin d'un match nul pour remporter le titre, les Rovers eux doivent gagner le match et espérer que Derry emporte le sien.

### Classement
| Rang | Équipe                    | Pts | J  | G  | N  | P  | Bp | Bc | Diff |
| ---- | ------------------------- | --- | -- | -- | -- | -- | -- | -- | ---- |
| 1    | Shelbourne FC             | 63  | 36 | 17 | 12 | 7  | 39 | 27 | +12  |
| 2    | Shamrock Rovers T         | 61  | 36 | 17 | 10 | 9  | 50 | 34 | +16  |
| 3    | St. Patrick's Athletic FC | 59  | 36 | 17 | 8  | 11 | 51 | 37 | +14  |
| 4    | Derry City FC             | 55  | 36 | 14 | 13 | 9  | 48 | 30 | +18  |
| 5    | Galway FC P               | 52  | 36 | 13 | 13 | 10 | 33 | 29 | +4   |
| 6    | Sligo Rovers              | 49  | 36 | 13 | 10 | 13 | 40 | 48 | -8   |
| 7    | Waterford FC P            | 45  | 36 | 13 | 6  | 16 | 43 | 47 | -4   |
| 8    | Bohemian FC               | 42  | 36 | 10 | 12 | 14 | 40 | 43 | -3   |
| 9    | Drogheda United C         | 34  | 36 | 7  | 13 | 16 | 41 | 58 | -17  |
| 10   | Dundalk FC                | 26  | 36 | 5  | 11 | 20 | 23 | 50 | -27  |

| Légende : Qualifications et relégations | Légende : Qualifications et relégations                                            |
| --------------------------------------- | ---------------------------------------------------------------------------------- |
|                                         | Champion d'Irlande et Ligue des champions 2025-2026, premier tour de qualification |
|                                         | Ligue Conférence 2025-2026, premier tour de qualification                          |
|                                         | Barrage de relégation en deuxième division                                         |
|                                         | Relégation en deuxième division                                                    |
|                                         | T : Tenant du titre P : Promu C : Vainqueur de la Coupe d'Irlande 2024             |

### Résultats
| Résultats (▼dom., ►ext.)                                   | BOH | DER | DUN | DRO | GAL | SHA | SHE | SLI | PAT | WAT |
| Bohemian FC                                                |     | 2-1 | 1-0 | 1-0 | 0-1 | 1-1 | 0-2 | 2-2 | 2-2 | 0-1 |
| Derry City FC                                              | 1-0 |     | 4-1 | 2-1 | 0-1 | 1-3 | 1-1 | 2-2 | 2-1 | 3-0 |
| Dundalk FC                                                 | 2-0 | 0-0 |     | 0-0 | 0-2 | 1-0 | 0-0 | 0-5 | 0-0 | 0-0 |
| Drogheda United                                            | 2-1 | 2-2 | 2-1 |     | 2-3 | 0-2 | 2-2 | 3-1 | 0-0 | 1-4 |
| Galway FC                                                  | 0-2 | 0-0 | 2-0 | 0-0 |     | 0-1 | 1-0 | 0-0 | 0-1 | 2-1 |
| Shamrock Rovers                                            | 3-1 | 2-2 | 1-1 | 4-0 | 1-1 |     | 0-2 | 3-0 | 2-2 | 1-3 |
| Shelbourne FC                                              | 1-2 | 0-0 | 2-1 | 1-1 | 1-0 | 2-1 |     | 1-2 | 1-0 | 1-0 |
| Sligo Rovers                                               | 0-3 | 0-0 | 1-1 | 3-1 | 0-0 | 0-0 | 0-1 |     | 1-0 | 0-1 |
| St. Patrick's Athletic FC                                  | 0-1 | 0-1 | 1-0 | 1-0 | 2-1 | 2-1 | 1-2 | 3-0 |     | 1-1 |
| Waterford FC                                               | 2-1 | 0-2 | 4-1 | 4-2 | 0-0 | 1-2 | 1-1 | 0-1 | 3-1 |     |
| - Victoire à domicile - Match nul - Victoire à l'extérieur |     |     |     |     |     |     |     |     |     |     |

| Résultats (▼dom., ►ext.)                                   | BOH | DER | DUN | DRO | GAL | SHA | SHE | SLI | PAT | WAT |
| Bohemian FC                                                |     | 1-2 | 1-1 | 0-1 | 1-1 | 2-1 | 1-1 | 0-2 | 1-3 | 2-3 |
| Derry City FC                                              | 1-1 |     | 1-1 | 5-1 | 2-0 | 1-1 | 0-1 | 1-1 | 3-1 | 3-0 |
| Dundalk FC                                                 | 0-2 | 0-2 |     | 4-2 | 0-2 | 0-1 | 0-1 | 1-0 | 1-2 | 0-2 |
| Drogheda United                                            | 2-2 | 2-1 | 0-0 |     | 0-0 | 0-1 | 1-1 | 7-0 | 0-0 | 2-0 |
| Galway FC                                                  | 1-1 | 1-0 | 1-1 | 3-0 |     | 1-2 | 1-0 | 2-2 | 1-1 | 1-0 |
| Shamrock Rovers                                            | 1-0 | 1-0 | 1-0 | 1-1 | 1-1 |     | 2-0 | 4-0 | 0-3 | 2-1 |
| Shelbourne FC                                              | 1-1 | 0-0 | 1-0 | 2-1 | 2-0 | 0-0 |     | 0-0 | 2-3 | 3-1 |
| Sligo Rovers                                               | 0-2 | 2-1 | 2-1 | 2-1 | 2-0 | 2-0 | 2-1 |     | 0-2 | 2-0 |
| St. Patrick's Athletic FC                                  | 0-0 | 1-0 | 2-3 | 4-1 | 2-1 | 2-1 | 1-2 | 3-2 |     | 3-0 |
| Waterford FC                                               | 1-1 | 0-1 | 2-1 | 0-0 | 1-2 | 1-2 | 0-1 | 4-1 | 1-0 |     |
| - Victoire à domicile - Match nul - Victoire à l'extérieur |     |     |     |     |     |     |     |     |     |     |

### Statistiques

#### Évolution du classement
| Club                      | 1  | 2  | 3  | 4  | 5  | 6  | 7  | 8  | 9  | 10 | 11 | 12 | 13 | 14 | 15 | 16 | 17 | 18 | 19 | 20 | 21 | 22 | 23 | 24 | 25 | 26 | 27 | 28 | 29 | 30 | 31 | 32 | 33 | 34 | 35 | 36 |
| ------------------------- | -- | -- | -- | -- | -- | -- | -- | -- | -- | -- | -- | -- | -- | -- | -- | -- | -- | -- | -- | -- | -- | -- | -- | -- | -- | -- | -- | -- | -- | -- | -- | -- | -- | -- | -- | -- |
| Shamrock Rovers           | 6  | 8  | 8  | 9  | 9  | 7  | 5  | 4  | 5  | 4  | 3  | 2  | 2  | 2  | 3  | 3  | 3  | 3  | 3  | 3  | 3  | 4  | 4  | 4  | 5  | 3  | 5  | 5  | 3  | 3  | 3  | 3  | 3  | 3  | 2  | 2  |
| Derry City FC             | 1  | 4  | 1  | 3  | 2  | 2  | 3  | 3  | 2  | 2  | 4  | 3  | 3  | 3  | 2  | 2  | 2  | 2  | 2  | 2  | 2  | 2  | 2  | 2  | 2  | 2  | 2  | 1  | 2  | 2  | 2  | 2  | 2  | 2  | 4  | 4  |
| St. Patrick's Athletic FC | 2  | 6  | 6  | 8  | 6  | 8  | 8  | 7  | 3  | 5  | 5  | 6  | 5  | 7  | 7  | 7  | 7  | 7  | 8  | 8  | 6  | 6  | 7  | 7  | 7  | 7  | 7  | 7  | 7  | 7  | 7  | 5  | 4  | 4  | 3  | 3  |
| Shelbourne FC             | 7  | 3  | 2  | 1  | 1  | 1  | 1  | 1  | 1  | 1  | 1  | 1  | 1  | 1  | 1  | 1  | 1  | 1  | 1  | 1  | 1  | 1  | 1  | 1  | 1  | 1  | 1  | 2  | 1  | 1  | 1  | 1  | 1  | 1  | 1  | 1  |
| Dundalk FC                | 5  | 9  | 9  | 10 | 10 | 10 | 10 | 10 | 10 | 10 | 10 | 10 | 10 | 10 | 10 | 10 | 10 | 10 | 9  | 10 | 9  | 9  | 9  | 9  | 9  | 9  | 9  | 10 | 10 | 10 | 10 | 10 | 10 | 10 | 10 | 10 |
| Bohemian FC               | 3  | 2  | 5  | 6  | 7  | 6  | 7  | 5  | 7  | 3  | 2  | 4  | 4  | 5  | 6  | 5  | 6  | 6  | 7  | 7  | 8  | 8  | 8  | 8  | 8  | 8  | 8  | 8  | 8  | 8  | 8  | 8  | 8  | 8  | 8  | 8  |
| Drogheda United           | 9  | 10 | 10 | 8  | 8  | 9  | 9  | 9  | 9  | 9  | 9  | 9  | 9  | 9  | 9  | 9  | 9  | 9  | 10 | 9  | 10 | 10 | 10 | 10 | 10 | 10 | 10 | 9  | 9  | 9  | 9  | 9  | 9  | 9  | 9  | 9  |
| Sligo Rovers              | 4  | 7  | 7  | 5  | 5  | 3  | 2  | 2  | 4  | 6  | 7  | 7  | 8  | 8  | 8  | 8  | 8  | 8  | 6  | 6  | 7  | 7  | 6  | 6  | 4  | 5  | 4  | 4  | 5  | 4  | 4  | 6  | 6  | 6  | 6  | 6  |
| Galway FC                 | 10 | 5  | 3  | 4  | 4  | 5  | 4  | 6  | 8  | 8  | 6  | 5  | 6  | 4  | 5  | 4  | 4  | 5  | 5  | 5  | 5  | 5  | 5  | 5  | 6  | 6  | 6  | 6  | 6  | 5  | 5  | 4  | 5  | 5  | 5  | 5  |
| Waterford FC              | 9  | 1  | 4  | 2  | 3  | 4  | 6  | 8  | 6  | 7  | 8  | 8  | 7  | 6  | 4  | 6  | 5  | 4  | 4  | 4  | 4  | 3  | 3  | 3  | 3  | 4  | 3  | 3  | 4  | 6  | 6  | 7  | 7  | 7  | 7  | 7  |

## First Division
Après une saison complète et huit matchs, le Kerry Football Club remporte le 5 avril 2024 sa première victoire à domicile en First Division. En 2023, les Kerrymens avaient remporté une seule rencontre, à l'extérieur contre Athlone Town, mais c'est donc bien la première fois qu'ils s'imposent à domicile. Leur adversaire à Mounthawk Park est pour l'occasion Longford Town, terrassé 3-0.
La dix-huitième journée marque le milieu du championnat. Le Cork City FC domine la compétition avec neuf points d'avance sur son dauphin UCD. Les joueurs n'ont subi qu'une seul et unique défaite le 31 mai à Athlone. UCD et Athlone Town complètent le podium. En bas de classement Kerry, pour sa deuxième saison, continue sa progression en ayant marqué autant de points que pour toute la saison 2023. Longford ferme la marche.
Le 30 août, à l'occasion de la vingt-neuvième journée Cork se rapproche toujours un peu plus du titre de champion et de la promotion directe en première division. En cas de victoire lors de la journée suivante contre UCD, ils ne pourrons plus être rattrapés.
Alors qu'il reste encore six journées à disputer, Cork City FC remporte le championnat et sa promotion en Premier Division grâce à sa victoire 1-0 sur le terrain de UCD. Quoi qu'il arrive les corkmen ne peuvent plus être rejoints en tête de la compétition.
Lors de l'avant-dernière journée, les places en play-off pour la montée en première division sont définitivement assurées. UCD, Athlone, Wexford et Bray se disputeront la place de barragiste contre le neuvième de Premier Division.

### Classement de laFirst Division
| Rang | Équipe           | Pts | J  | G  | N  | P  | Bp | Bc | Diff |
| ---- | ---------------- | --- | -- | -- | -- | -- | -- | -- | ---- |
| 1    | Cork City FC R   | 78  | 36 | 22 | 11 | 3  | 64 | 23 | +41  |
| 2    | UCD R            | 56  | 36 | 14 | 14 | 8  | 47 | 37 | +10  |
| 3    | Wexford FC       | 56  | 36 | 15 | 11 | 10 | 61 | 56 | +5   |
| 4    | Athlone Town     | 55  | 36 | 15 | 10 | 11 | 51 | 49 | +2   |
| 5    | Bray Wanderers   | 51  | 36 | 14 | 9  | 13 | 54 | 47 | +7   |
| 6    | Finn Harps       | 46  | 36 | 12 | 11 | 13 | 39 | 43 | -4   |
| 7    | Treaty United FC | 44  | 36 | 11 | 11 | 14 | 41 | 43 | -2   |
| 8    | Cobh Ramblers FC | 41  | 36 | 12 | 8  | 16 | 41 | 56 | -15  |
| 9    | Longford Town    | 28  | 36 | 6  | 12 | 19 | 41 | 65 | -24  |
| 10   | Kerry FC         | 26  | 36 | 5  | 12 | 20 | 34 | 55 | -21  |

| Légende : Qualifications et relégations | Légende : Qualifications et relégations        |
| --------------------------------------- | ---------------------------------------------- |
|                                         | Monte en Première Division                     |
|                                         | Barrages pour l'accession en Première Division |
|                                         | R : Reléguée de Première Division              |

### Résultats de laFirst Division
| Résultats (▼dom., ►ext.)                                   | ATH | BRW | COB | COR | FIN | KER | LON | TRE | UCD | WEX |
| Athlone Town                                               |     | 2-1 | 2-1 | 1-0 | 1-0 | 1-1 | 3-3 | 2-0 | 2-2 | 3-0 |
| Bray Wanderers                                             | 3-0 |     | 2-2 | 1-3 | 1-0 | 2-0 | 1-1 | 2-1 | 1-2 | 3-4 |
| Cobh Ramblers FC                                           | 3-3 | 2-1 |     | 0-3 | 2-0 | 1-0 | 1-1 | 1-1 | 1-2 | 2-4 |
| Cork City FC                                               | 1-0 | 2-0 | 3-0 |     | 2-2 | 2-0 | 3-2 | 1-1 | 1-0 | 1-1 |
| Finn Harps                                                 | 2-0 | 2-0 | 0-1 | 0-2 |     | 0-0 | 3-2 | 1-0 | 1-1 | 1-0 |
| Kerry FC                                                   | 1-2 | 2-3 | 1-1 | 0-1 | 2-0 |     | 3-0 | 0-1 | 1-2 | 1-1 |
| Longford Town                                              | 1-1 | 0-3 | 0-0 | 0-2 | 2-3 | 2-1 |     | 2-1 | 1-2 | 1-2 |
| Treaty United FC                                           | 0-1 | 2-2 | 3-1 | 0-0 | 0-1 | 0-0 | 1-0 |     | 0-2 | 2-2 |
| UCD                                                        | 3-0 | 0-0 | 1-2 | 0-0 | 3-3 | 1-1 | 1-0 | 0-1 |     | 1-2 |
| Wexford FC                                                 | 2-2 | 1-2 | 1-1 | 1-1 | 1-2 | 2-0 | 2-2 | 3-2 | 2-3 |     |
| - Victoire à domicile - Match nul - Victoire à l'extérieur |     |     |     |     |     |     |     |     |     |     |

| Résultats (▼dom., ►ext.)                                   | ATH | BRW | COB | COR | FIN | KER | LON | TRE | UCD | WEX |
| Athlone Town                                               |     | 0-1 | 1-2 | 4-1 | 1-4 | 3-3 | 4-1 | 1-0 | 1-0 | 2-3 |
| Bray Wanderers                                             | 1-0 |     | 3-1 | 3-3 | 2-2 | 2-0 | 0-1 | 5-0 | 0-1 | 3-1 |
| Cobh Ramblers FC                                           | 1-2 | 3-0 |     | 0-1 | 2-0 | 2-1 | 2-0 | 0-3 | 2-2 | 1-2 |
| Cork City FC                                               | 0-0 | 1-0 | 4-1 |     | 1-0 | 2-0 | 2-0 | 1-1 | 0-0 | 6-0 |
| Finn Harps                                                 | 1-1 | 1-2 | 2-0 | 0-2 |     | 1-0 | 1-0 | 1-2 | 1-1 | 1-3 |
| Kerry FC                                                   | 2-0 | 3-3 | 0-2 | 1-4 | 1-1 |     | 2-1 | 2-1 | 0-1 | 1-1 |
| Longford Town                                              | 1-1 | 1-0 | 2-0 | 1-4 | 1-1 | 2-2 |     | 1-4 | 1-2 | 3-0 |
| Treaty United FC                                           | 1-2 | 2-0 | 0-1 | 1-1 | 1-0 | 1-1 | 3-1 |     | 2-2 | 1-3 |
| UCD                                                        | 1-2 | 1-1 | 2-0 | 0-1 | 2-0 | 2-1 | 2-2 | 1-1 |     | 1-1 |
| Wexford FC                                                 | 2-1 | 0-0 | 3-0 | 1-3 | 2-0 | 4-0 | 2-2 | 0-1 | 2-0 |     |
| - Victoire à domicile - Match nul - Victoire à l'extérieur |     |     |     |     |     |     |     |     |     |     |

#### Évolution du classement
| Club             | 1  | 2  | 3  | 4  | 5  | 6  | 7  | 8  | 9  | 10 | 11 | 12 | 13 | 14 | 15 | 16 | 17 | 18 | 19 | 20 | 21 | 22 | 23 | 24 | 25 | 26 | 27 | 28 | 29 | 30 | 31 | 32 | 33 | 34 | 35 | 36 |
| ---------------- | -- | -- | -- | -- | -- | -- | -- | -- | -- | -- | -- | -- | -- | -- | -- | -- | -- | -- | -- | -- | -- | -- | -- | -- | -- | -- | -- | -- | -- | -- | -- | -- | -- | -- | -- | -- |
| Cork City FC     | 3  | 3  | 3  | 1  | 1  | 1  | 1  | 1  | 1  | 1  | 1  | 1  | 1  | 1  | 1  | 1  | 1  | 1  | 1  | 1  | 1  | 1  | 1  | 1  | 1  | 1  | 1  | 1  | 1  | 1  | 1  | 1  | 1  | 1  | 1  | 1  |
| UCD              | 5  | 6  | 6  | 7  | 4  | 4  | 3  | 3  | 3  | 3  | 2  | 2  | 2  | 2  | 2  | 2  | 2  | 2  | 2  | 2  | 2  | 2  | 3  | 3  | 3  | 3  | 3  | 2  | 2  | 2  | 2  | 2  | 2  | 2  | 3  | 2  |
| Cobh Ramblers FC | 8  | 7  | 7  | 6  | 5  | 7  | 7  | 7  | 9  | 9  | 8  | 8  | 7  | 7  | 7  | 7  | 7  | 7  | 7  | 7  | 8  | 7  | 6  | 7  | 8  | 7  | 7  | 7  | 7  | 7  | 7  | 8  | 8  | 8  | 8  | 8  |
| Wexford FC       | 10 | 10 | 10 | 8  | 8  | 6  | 5  | 6  | 5  | 4  | 6  | 6  | 6  | 6  | 6  | 4  | 4  | 6  | 6  | 6  | 6  | 6  | 7  | 6  | 6  | 6  | 5  | 5  | 5  | 3  | 5  | 5  | 4  | 4  | 2  | 3  |
| Athlone Town     | 1  | 2  | 4  | 4  | 6  | 5  | 6  | 5  | 7  | 7  | 5  | 5  | 5  | 3  | 3  | 3  | 3  | 3  | 3  | 3  | 4  | 3  | 2  | 2  | 2  | 2  | 2  | 3  | 3  | 4  | 4  | 3  | 3  | 3  | 4  | 4  |
| Treaty United    | 2  | 1  | 1  | 2  | 2  | 2  | 4  | 4  | 4  | 6  | 7  | 7  | 8  | 8  | 8  | 8  | 8  | 8  | 8  | 8  | 7  | 8  | 8  | 8  | 7  | 8  | 8  | 8  | 8  | 8  | 8  | 7  | 7  | 7  | 7  | 7  |
| Bray Wanderers   | 7  | 5  | 5  | 5  | 7  | 8  | 8  | 8  | 6  | 5  | 4  | 3  | 5  | 4  | 5  | 6  | 6  | 5  | 5  | 5  | 3  | 4  | 5  | 5  | 4  | 4  | 4  | 3  | 3  | 5  | 3  | 4  | 5  | 5  | 5  | 5  |
| Longford Town    | 6  | 8  | 8  | 10 | 10 | 10 | 10 | 10 | 10 | 10 | 10 | 10 | 10 | 10 | 10 | 9  | 10 | 10 | 10 | 10 | 10 | 10 | 10 | 10 | 10 | 10 | 10 | 10 | 10 | 10 | 9  | 9  | 10 | 9  | 9  | 9  |
| Finn Harps       | 4  | 4  | 2  | 3  | 3  | 3  | 2  | 2  | 2  | 2  | 3  | 4  | 3  | 5  | 4  | 5  | 5  | 4  | 4  | 4  | 5  | 5  | 4  | 4  | 5  | 5  | 6  | 6  | 6  | 6  | 6  | 6  | 6  | 6  | 6  | 6  |
| Kerry FC         | 9  | 9  | 9  | 9  | 9  | 9  | 9  | 9  | 8  | 8  | 9  | 9  | 9  | 9  | 9  | 10 | 9  | 9  | 9  | 9  | 9  | 9  | 9  | 9  | 9  | 9  | 9  | 9  | 9  | 9  | 10 | 10 | 9  | 10 | 10 | 10 |

## Matchs de barrage

### Premier tour
Les matchs de barrage mettent aux prises les équipes ayant terminé entre la deuxième place et la cinquième place de la First Division.
| Premier tour aller    | Bray Wanderers                          | 2 - 0 | UCD | Carlisle Grounds          |                           |
| 24 octobre 2024 19:45 | Guillermo Almirall · Cristian Magerusan |       |     | Arbitrage : Mark Houlihan | Arbitrage : Mark Houlihan |

| Premier tour retour   | UCD                   | 1 - 0   | Bray Wanderers | UCD Bowl                                      |                                               |
| 28 octobre 2024 17:00 | Ronan Finn 89e (pen.) | (0 - 0) |                | Spectateurs : 1 112 Arbitrage : Declan Toland | Spectateurs : 1 112 Arbitrage : Declan Toland |

| Premier tour aller    | Athlone Town | 1 - 0 | Wexford FC | Lissywollen              |                          |
| 24 octobre 2024 19:45 | Dean Ebbe    |       |            | Arbitrage : Oliver Moran | Arbitrage : Oliver Moran |

| Premier tour retour   | Wexford FC | 0 - 0   | Athlone Town | Ferrycarrig Park                              |                                               |
| 28 octobre 2024 15:00 |            | (0 - 0) |              | Spectateurs : 1 251 Arbitrage : Alan Patchell | Spectateurs : 1 251 Arbitrage : Alan Patchell |

### Deuxième tour
| Deuxième tour         | Athlone Town                                 | 2 - 2 | Bray Wanderers                                 | Dalymount Park |  |
| 2 novembre 2024 16:00 | Dean Ebbe 12e · German Fuentes Rodriguez 24' | (2-0) | Dylan Hand 62e (csc) · Cole Omorehiomwan 90+3e |                |  |
| 2 novembre 2024 16:00 | Tirs au but 2-4                              |       |                                                |                |  |

### Barrage de promotion/relégation
Le barrage oppose l'équipe surprise, le Bray Wanderers au récent vainqueur de la Coupe d'Irlande le Drogheda United. La recontre à lieu à Dublin au Richmond Park.
Drogheda United s'impose facilement 3 buts à 1 après avoir mené 2-0 à la mi-temps. Le club préserve ainsi sa participation à la Premier Division pour la saison 2025.
| Barrage de promotion/relégation | Bray Wanderers   | 1 - 3 | Drogheda United                           | Richmond Park |  |
| 16 novembre 2024 15:00          | Harry Groome 63e | (0-2) | James Bolger 33e · Frantz Pierrot 36e 52e |               |  |

## Statistiques

### Meilleurs buteurs
| Place              | Joueur         | Buts       | Club |
| ------------------ | -------------- | ---------- | ---- |
| Médaille d'or      | Patrick Hoban  | Derry      | 14   |
| Médaille d'or      | Padraig Amond  | Waterford  | 14   |
| Médaille de bronze | Johnny Kenny   | Shamrock   | 12   |
| 4                  | Frantz Pierrot | Drogheda   | 10   |
| 5                  | Ellis Chapman  | Derry City | 9    |
| 6                  | Aaron Greene   | Shamrock   | 8    |
| -                  | Stephen Walsh  | Galway     | 8    |
| -                  | William Jarvis | Shelbourne | 8    |
| 9                  | Sean Boyd      | Shelbourne | 7    |
| -                  | Wilson Waweru  | Sligo      | 7    |

| Place              | Joueur             | Buts           | Club |
| ------------------ | ------------------ | -------------- | ---- |
| Médaille d'or      | Dean Ebbe          | Athlone        | 15   |
| Médaille d'argent  | Ryan Kelliher      | Kerry          | 13   |
| Médaille de bronze | Mikie Walsh-Rowe   | Cobh Ramblers  | 12   |
| Médaille de bronze | Success Edogun     | Finn Harps     | 12   |
| 5                  | Thomas Oluwa       | Wexford        | 9    |
| -                  | Jordan Adeyemo     | Longford       | 9    |
| -                  | Cristian Magerusan | Bray Wanderers | 9    |
| 8                  | Jack Doherty       | Cork City      | 8    |
| -                  | Patrick Ferry      | Finn Harps     | 8    |
| -                  | Aaron Dobbs        | Wexford        | 8    |

- Tous irlandais, sauf mention contraire.

## Bilan de la saison
| Championnat d'Irlande de football 2024  |                                      |
| Champion                                | Shelbourne Football Club (14e titre) |
| Dauphin                                 | Shamrock Rovers Football Club        |
| Coupes et trophées                      |                                      |
| Vainqueur de la Coupe d'Irlande 2024    | Drogheda United                      |
| Qualifications continentales            |                                      |
| Ligue des champions de l'UEFA 2025-2026 | Shelbourne Football Club             |
| Ligue Conférence 2025-2026              | Shamrock Rovers Football Club        |
| Ligue Conférence 2025-2026              | St. Patrick's Athletic Football Club |
| Ligue Conférence 2025-2026              | Drogheda United                      |
| Promotions et relégations               |                                      |
| Promus en Premier Division              | Cork City Football Club              |
| Relégués en First Division              | Dundalk Football Club                |